# Gregory Daniel
Gregory Daniel (Denver, 8 de noviembre de 1994) es un ciclista estadounidense. Para la temporada 2017 fichó por el conjunto Trek-Segafredo.

## Palmarés
2016
- Tour de Beauce, más 1 etapa
- Campeonato de Estados Unidos en Ruta